# Vrtoglavi ptič
Vrtoglavi ptič je slovenski kratki eksperimentalni plesni film iz leta 1997. 
Film v Trbovljah raziskuje razmerje med ambientom težke industrije ter svetom svobodnega in naravnega telesa. Ples se odvija v prostorih rudarjev, v izpraznjenem mestnem bazenu in na 360-metrskem dimniku elektrarne.
Film je produciral plesni zavod En-knap v koprodukciji s TV Slovenija. Podprl ga je Filmski sklad RS. Ko je na slovenskem filmskem maratonu dobil nagrado za najboljši film, se je Ženja Leiler vprašala, če so tekmujoči filmi sploh primerljivi med seboj. Marcel Štefančič je dejal, da je film analiza slovenskega filma, ki naj svojo mrtvo besedo reši s péto ali plesano besedo.

## Zasedba

### Plesalci
- Maja Delak
- Mala Kline
- Kathleen Reynolds
- Claudia de Serpa Soares
- Jordi Casanovas Sempere
- Antoine Lubach

### Vokal
- Aleš Hadalin

vir

## Ekipa
- koncept in koreografija: Iztok Kovač
- glasba: Boris Kovač
- glasbeni zvajalci: godalni kvartet Enzo Fabiani
- fotografija: Sven Pepeonik
- montaža: Tomo Zajc
- kostumografija: Isabelle Lhoas in En-knap
- zvok: Hanna Preuss Slak

vir

## Nagrade

### 6. Slovenski filmski maraton 1997
- nagrada za oblikovanje zvoka (obrazložitev: »Celostna zvočna podoba, ki jo Hanna Preuss neguje v omenjenih filmih, učinkovito prispeva k polnejšemu estetskemu užitku. Vzpodbudno je, da tej pomembni sestavini filma posvečamo vse večjo pozornost.«)
- nagrada za najboljši film (obrazložitev: »Vrtoglavi ptič je celovit film, ki je iz plesnega projekta ustvaril pripoved o umetnosti. Ta deluje neposredno, enovito in pretresljivo in zapusti močan vtis - ne dopadljivosti, ampak elementarnosti.  Sašo Podgoršek je Kovačev plesni projekt nadgradil in razširil v film, vključil vanj elemente geneze, vse skupaj pa dvignil v zgodbo in metaforo o hrepenenju, sanjah, letenju. Ko se ptič v vrtoglavem občutenju svobode vzpne nad dolino rudarjev, je mahoma prevzemajoč in osvobajajoč tako za ustvarjalce kot za nas: dragocen odmik od ekstenzivnosti filmske pripovedi v intenzivnost filmskega doživetja.«)

vir

### Nominacije
- 1998: strokovni viktor 1997 za najboljšo televizijsko kulturno-umetniško, igrano ali dokumentarno oddajo

## Sklic
1. 1 2 3 4  Leiler, Ženja. O čem sanja emotivno telo? : Vrtoglavi ptič - zmagovalec filmskega maratona. str. 15. Delo (01.02.1997), letnik 36, številka 26. Dokument v zbirki Digitalne knjižnice Slovenije.
2. ↑  Leiler, Ženja. Nagrade poskrbele, da je volk sit in koza cela : končan 6. slovenski filmski maraton : žirija 6. filmskega maratona se je odločila za Vrtoglavega ptiča, žirija slovenske sekcije Fiprescija za Ekspres, ekspres, občinstvo pa za Outsiderja. str. 8. Delo (20.01.1997), letnik 39, številka 15. Dokument v zbirki Digitalne knjižnice Slovenije.
3. ↑  Murn, Lidija. Z "Vrtoglavim ptičem" v slovenski filmski vrh. str. 19. Dolenjski list (13.02.1997), letnik 48, številka 6. Dokument v zbirki Digitalne knjižnice Slovenije.
4. ↑  Nagrade 6. slovenskega filmskega maratona. film-sklad.si. arhivirano s prvotnega spletišča Arhivirano 2000-12-04 na Wayback Machine. 25. januarja 1999